# Saenchai
Saenchai, pseudonimo di Suphachai Saepong (in thailandese ศุภชัย แสนพงษ์; Maha Sarakham, 30 luglio 1980), è un thaiboxer thailandese.
È sei volte campione del Stadio Lumpinee in quattro diverse categorie di peso. È considerato uno dei migliori combattenti di Muay Thai di tutti i tempi.

## Biografia
Saenchai ha iniziato a praticare il Muay Thai all'età di otto anni presso il campo Sor Kingstar a Khon Kaen. Poi all'età di 17 anni si trasferì a Bangkok, dove frequentò il campo sportivo Jocky Gym per cinque anni.
Vinse il titolo di campione Stadio Lumpinee nel 1997 nella categoria dei pesi supermosca e poi nel 1998 in quella dei pesi gallo. Fu poi trasferito alla Kamsing Gym, il campo di allenamento di Somluck Kamsing.
Dopo una disputa con Somluck sui combattimenti in Giappone, Saenchai si unì alla Kingstar Gym. Ha vinto due nuove cinture al Lumpinee nelle categorie pesi piuma e pesi leggeri.
È stato nominato "Fighter of the Year" dagli Sports Writers Association of Thailand nel 1999 e nel 2008. Combattente ultra-tecnico, è noto per il suo calcio a ruota chiamato anche "Cartwheel Kick".
Saenchai si è ritirato dal circuito thailandese nel 2014, ma continua a combattere attivamente contro pugili stranieri.